# Externalidad pecuniaria
Las externalidades pecuniarias son una clase de situaciones en las que el efecto de un individuo o grupo de individuos sobre otro opera a través del sistema de precios. Se diferencian de las demás externalidades, denominadas "externalidades tecnológicas", en que estas afectan directamente a terceros por medio de efectos en los recursos.
Esta clase de externalidad aparece con frecuencia en los modelos keynesianos, como una consecuencia de la falla de coordinación de un grupo de agentes, cuyos efectos (generalmente adversos) se sienten en toda la economía. Esto se debe a que, en caso de haber mercados perfectos, deberían tener un efecto nulo, pero en el caso de existir información incompleta o mercados incompletos el efecto adverso lleva a la economía a un equilibrio que no es Pareto-eficiente.
Este último resultado se conoce como Teorema Greenwald-Stiglitz, la existencia de distorsiones generadas por asimetría de información o por mercados incompletos causan que acciones que deberían tener efectos sólo pecuniarios, generen también efectos reales que lleven a la economía a equilibrios que no posean Asignaciones eficientes.

## Shocks de desapalancamiento
En los últimos diez años, y especialmente luego de la Crisis económica de 2008-2013, han aparecido una serie de modelos que estudian este tipo de externalidades y que buscan explicar cuáles son sus efectos sobre el bienestar agregado. En la mayoría de los casos, las imperfecciones en la economía toman la forma de restricciones al crédito.
Éstas restricciones se deben a que un grupo de individuos, denominados “deudores” enfrenta a un límite de endeudamiento dado por la cantidad de colateral con el que pueden respaldar sus deudas, las cuales deben pagar a otro grupo de individuos (“acreedores”). Luego, en un momento de tiempo no determinado ocurre un shock de desapalancamiento, cuyo momento de ocurrencia es  conocido como “Momento Minsky”, el que lleva a los individuos a cancelar sus deudas en conjunto debido a que tienden a subvaluar sus tenencias de activos, lo que causa una caída en las tasas de interés, la cual si es lo suficientemente alta  llevará a la tasa de interés real a niveles negativos (la tasa nominal, no puede ser inferior a cero) para que los acreedores puedan cubrir la caída en el nivel de consumo que experimentarán los deudores, ya que deben pagar sus deudas.
La caída en la tasa de interés hace caer junto con ella al nivel de precios (para que la tasa de interés real sea negativa, necesariamente la tasa de inflación debe ser negativa), esto produce un efecto negativo sobre las deudas ya que las aumenta en términos reales, este resultado se denomina Efecto Fisher  que tiene una consecuencia adversa puesto que obliga a los deudores a desapalancarse aún más.
La caída en el consumo de los deudores hace caer al nivel de producto de la economía generando una recesión por medio del acelerador financiero, es decir, un shock negativo es amplificado por las malas condiciones de los mercados financieros. Existe una vasta literatura sobre este tipo de efectos de aceleración y de detenimiento súbito (sudden stop) de flujos de capitales, dónde éstas reversiones en los flujos de capitales son vistos como los causantes de las crisis cambiarias y de balanza de pagos como las que experimentaron los países del sudeste asiático en 1998.
Este mecanismo es un ejemplo de externalidad macroeconómica, las acciones de un grupo de individuos (desapalancamiento) genera efectos adversos en toda la economía a través del efecto sobre el sistema de precios (tasa de interés).
Otro ejemplo de externalidad macroeconómica tiene lugar en el mercado de divisas, aquí un shock exógeno adverso lleva a una depreciación del tipo de cambio (en regímenes de tipo de cambio flotante) la que lleva a una pérdida de valor del activo utilizado como colateral y a un deterioro en los estados contables de los bancos y de las empresas, luego, los inversores extranjeros se vuelven reticentes a renovar los préstamos de los nacionales, esto causa una fuga de capitales que deteriora aún más el tipo de cambio y genera otro efecto acelerador que hace caer  nuevamente al valor de los colaterales.
Con el objeto de mostrar la existencia de estas externalidades consiste en comparar el resultado anterior con el que se obtendría si existiera un “planificador central”, que busca maximizar el bienestar agregado internalizando el efecto que sus acciones tienen sobre los precios. En este caso, el resultado de equilibrio difiere del obtenido en primer lugar (llamado equilibrio de “laissez faire”, porque se deja hacer a cada agente lo que considera óptimo) en el hecho que los resultados no son Óptimos de Pareto, vale decir, se puede mejorar la situación de todos los agentes de la economía sin perjudicar a otros por medio de transferencias que surgen, por ejemplo, de la intervención gubernamental.

## Externalidades y políticas macroprudenciales
Las políticas macroprudenciales, son un conjunto de regulaciones que buscan reducir el riesgo y los costos de la inestabilidad financiera ya sea a través de mejoras en la robustez del sistema financiero ante shocks  externos adversos o bien, por medio de mayor resiliencia ante shocks que se originan en el mismo sistema.
Una forma de evitar los efectos negativos que producen estas externalidades consiste en adoptar políticas macroprudenciales. Por ejemplo, Jeanne y Korinek (2010)  proponen recurrir a un análogo macroeconómico de los Impuestos pigouvianos con el objetivo de reducir la volatilidad en los mercados financieros el cual consiste en gravar a los flujos de capitales de corto plazo (también denominados “capitales especulativos”) con un impuesto, tal como lo hizo Brasil durante la Crisis económica de 2008-2013.
Otro conjunto de políticas que persiguen el mismo objetivo de atenuar el efecto de las reversiones de flujos de capitales son: imponer un límite de endeudamiento ex-ante a los deudores, reducir los márgenes e imponer requerimientos de liquidez a los bancos., imponer requerimientos de capitales contracíclicos (aumentar los requerimientos en las expansiones y relajarlos en las recesiones), gravar las tenencias de pasivos de los bancos que no responden a su objeto social o negocio principal.
Muchas de éstas recomendaciones se encuentran contenidas en el Tercer Acuerdo de Basilea (Basilea III), el cual busca mejorar las regulaciones financieras, incorporando los conocimientos adquiridos durante la pasada crisis financiera internacional sobre la base de tres principios: requerimientos de capital, razón de apalancamiento y requerimientos de liquidez.